# Alignements de Kersolan
Les alignements de Kersolan, connus également sous les appellations de soldats de saint Cornély ou alignement du Grand-Resto, sont trois alignements mégalithiques situés à Languidic, dans le Morbihan, en France.

## Localisation
Les menhirs sont situés à environ 600 m à vol d'oiseau au nord du hameau de Penhoët, 700 m au sud-ouest du hameau de Kersolan et 800 m du hameau du Grand-Resto.

## Historique
Le site est mentionné succinctement pour la première fois en 1847 dans l'ouvrage Le Morbihan de Cayot-Delandre mais la première description détaillée du site est due au commandant A. Martin en 1898. Martin décrit trois alignements : le plus au nord comporte 39 menhirs sur une longueur de 217 m dont cinq seulement sont encore debout, celui du centre comprend 71 blocs sur une longueur de 260 m dont une douzaine encore dressés, le plus au sud, coupé par la route, s'étire sur 35 m de longueur et ne comporte que 5 pierres. Martin estime qu'en raison des blocs dispersés aux alentours et des destructions qui ont du survenir l'alignement central devait s'étirer sur environ 1 km. Martin fouille au pied de quelques menhirs mais sans résultat. Il décrit aussi la découverte d'un petit coffre mégalithique sous tumulus dont la fouille permet de recueillir un petit mobilier archéologique (hache en fibrolithe, éclats de silex triangulaires). En 1963, le sous-préfet de Lorient fait débiter et prélever sur place plusieurs blocs pour décorer les jardins de la nouvelle sous-préfecture. Les alignement sont classés au titre des monuments historiques par décret du 29 septembre 1967. A cette occasion, Pierre-Roland Giot recense 69 menhirs pour la file nord, 101 pour la file centrale et 48 pour la file sud. Au début des années 1980, des habitants de la commune décident de mettre en valeur le site en le défrichant et en relevant 32 pierres. En 1981, Yves Lecerf y mène une fouille de sauvetage.

## Description
Le site comprend trois alignements sensiblement parallèles orientés suivant un axe nord-ouest/sud-est, comprenant respectivement du nord au sud 29, 69 et 43 menhirs. L'alignement nord mesure 190 m, l'alignement central environ 300 m mais pourrait avoir atteint jusqu'à 800 m. La longueur de l'alignement sud demeure incertaine en raison de son état de délabrement. En 1981, 14 menhirs de l'alignement central ont été fouillés. Les menhirs avaient été redressés dans des fosses de calage qui avaient été préalablement remplies d'un mélange d'eau et d’argile agissant comme un mortier scellant la base des pierres.
Le mobilier archéologique découvert lors des fouilles se limite à quelques silex retaillés et de nombreux éclats, de rares tessons de poterie et à des charbons de bois. Une datation au radiocarbone d'un échantillon de charbon de bois indique une période comprise autour de 3380 av. J.-C. (+/- 80).

## Folklore
Selon la légende, commune avec celle des alignements de Carnac, les pierres étaient, à l'origine, des soldats romains venus arrêter saint Cornély.